# Hautot-l'Auvray
Hautot-l'Auvray és un municipi francès situat al departament del Sena Marítim i a la regió de Normandia. L'any 2007 tenia 325 habitants.

## Demografia

### Població
El 2007 la població de fet de Hautot-l'Auvray era de 325 persones. Hi havia 116 famílies de les quals 32 eren unipersonals (20 homes vivint sols i 12 dones vivint soles), 28 parelles sense fills, 52 parelles amb fills i 4 famílies monoparentals amb fills.
La població ha evolucionat segons el següent gràfic:
Habitants censats

### Habitatges
El 2007 hi havia 171 habitatges, 120 eren l'habitatge principal de la família, 38 eren segones residències i 13 estaven desocupats. 165 eren cases i 4 eren apartaments. Dels 120 habitatges principals, 71 estaven ocupats pels seus propietaris, 44 estaven llogats i ocupats pels llogaters i 4 estaven cedits a títol gratuït; 6 tenien dues cambres, 14 en tenien tres, 38 en tenien quatre i 61 en tenien cinc o més. 89 habitatges disposaven pel capbaix d'una plaça de pàrquing. A 59 habitatges hi havia un automòbil i a 51 n'hi havia dos o més.

### Piràmide de població
La piràmide de població per edats i sexe el 2009 era:
| Homes | Edats   | Dones |
| ----- | ------- | ----- |
| 0     | 95 o +  | 0     |
| 0     | 90 a 94 | 0     |
| 0     | 85 a 89 | 0     |
| 0     | 80 a 84 | 0     |
| 8     | 75 a 79 | 8     |
| 0     | 70 a 74 | 4     |
| 4     | 65 a 69 | 4     |
| 8     | 60 a 64 | 0     |
| 4     | 55 a 59 | 8     |
| 4     | 50 a 54 | 8     |
| 20    | 45 a 49 | 16    |
| 8     | 40 a 44 | 4     |
| 12    | 35 a 39 | 8     |
| 20    | 30 a 34 | 24    |
| 12    | 25 a 29 | 12    |
| 8     | 20 a 24 | 24    |
| 16    | 15 a 19 | 8     |
| 16    | 10 a 14 | 0     |
| 32    | 5 a 9   | 24    |
| 12    | 0 a 4   | 16    |

## Economia
El 2007 la població en edat de treballar era de 219 persones, 156 eren actives i 63 eren inactives. De les 156 persones actives 133 estaven ocupades (82 homes i 51 dones) i 23 estaven aturades (11 homes i 12 dones). De les 63 persones inactives 21 estaven jubilades, 15 estaven estudiant i 27 estaven classificades com a «altres inactius».

### Ingressos
El 2009 a Hautot-l'Auvray hi havia 120 unitats fiscals que integraven 321 persones, la mediana anual d'ingressos fiscals per persona era de 15.324 €.

### Activitats econòmiques
Dels 3 establiments que hi havia el 2007, 1 era d'una empresa de construcció, 1 d'una empresa financera i 1 d'una empresa classificada com a «altres activitats de serveis».
Dels 2 establiments de servei als particulars que hi havia el 2009, 1 era una lampisteria i 1 perruqueria.
L'any 2000 a Hautot-l'Auvray hi havia 11 explotacions agrícoles que ocupaven un total de 600 hectàrees.

## Equipaments sanitaris i escolars
El 2009 hi havia una escola elemental integrada dins d'un grup escolar amb les comunes properes formant una escola dispersa.

## Poblacions més properes
El següent diagrama mostra les poblacions més properes.